# Gilhac-et-Bruzac
Gilhac-et-Bruzac è un comune francese di 158 abitanti situato nel dipartimento dell'Ardèche della regione dell'Alvernia-Rodano-Alpi.

## Società

### Evoluzione demografica
Abitanti censiti